# Селла
Селла (італ. Gruppo del Sella) — гірський масив в Доломітових Альпах в північній Італії. Розташований на північ від гори Мармолада і на схід від масиву Сассолунго. Найвища точка — пік Піц Бое (3,152 м).
Масив оточений чотирма долинами — Бадіа, Валь Гардена, Валь-ді-Фасса і Фодом. Селла розділений між провінціями Больцано, Тренто і Беллуно.

## Клімат
Тип клімату — континентальний. Пік опадів досягається в липні і складає 13,0–13,5 см. Найхолодніші місяці — січень і грудень, більш теплими є липень і серпень.

## Галерея

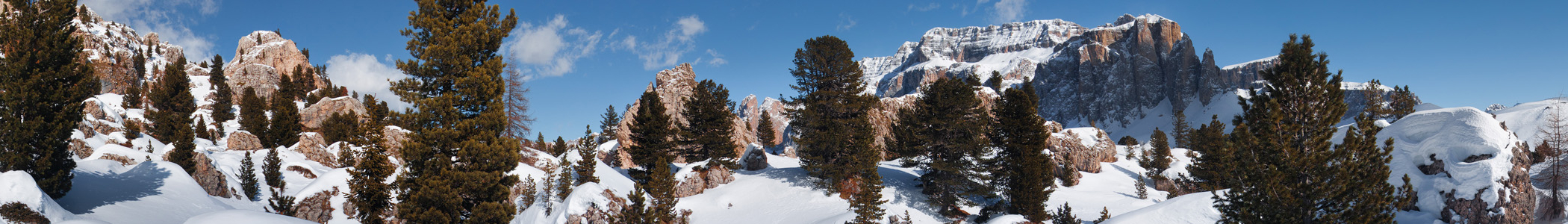
Панорамний вигляд

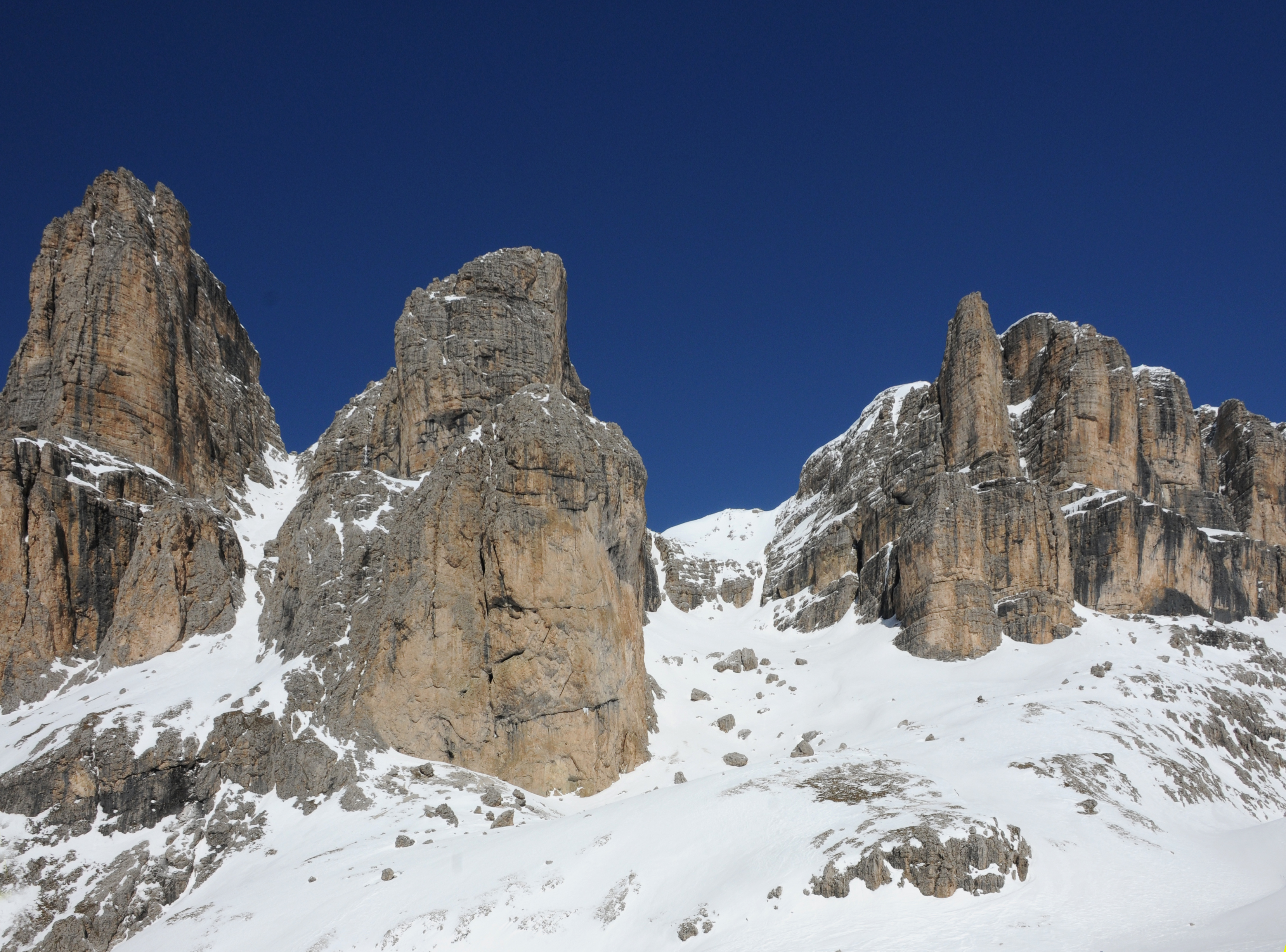
Селла
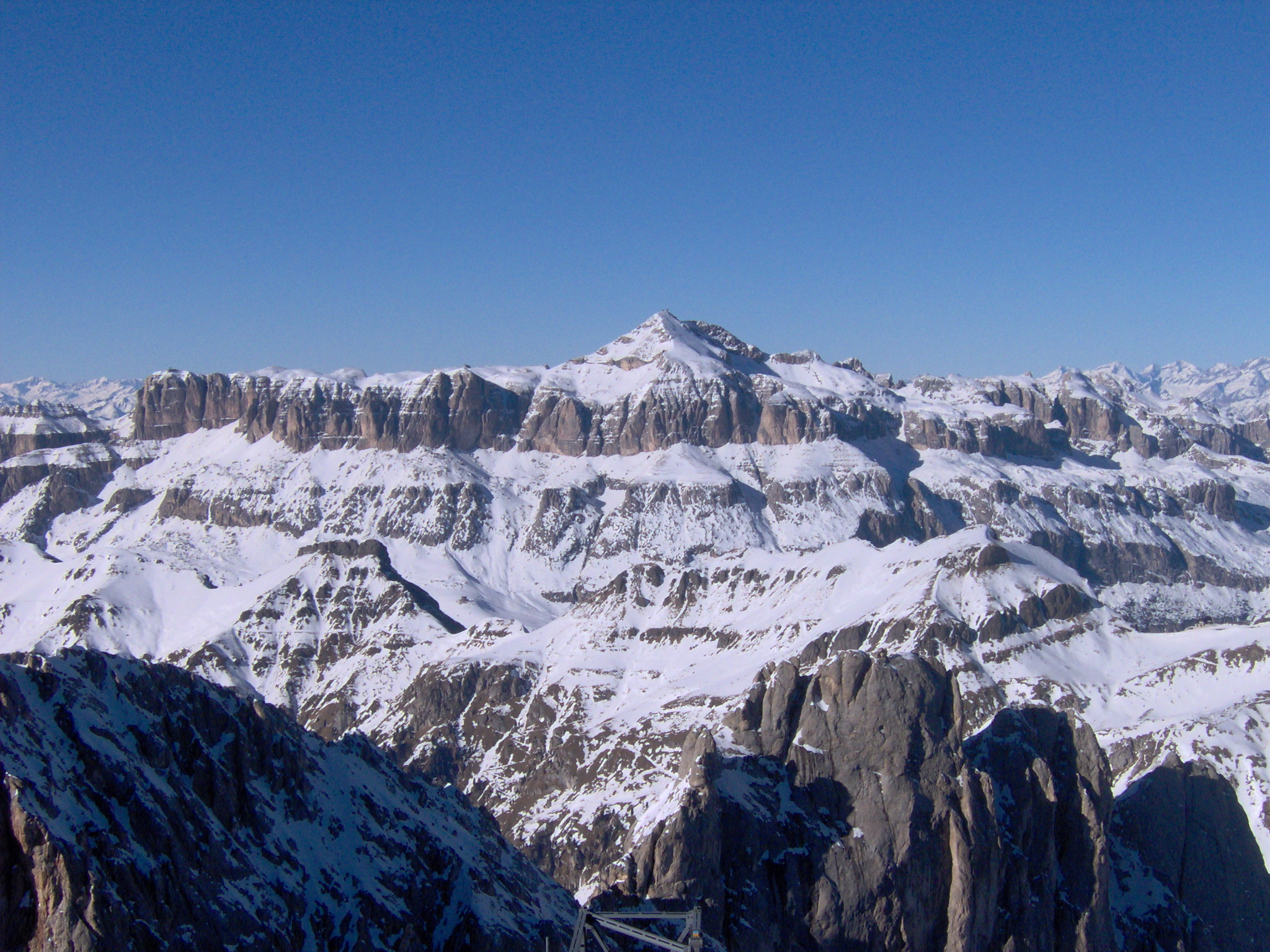
Вид на масив з гори Мармолада
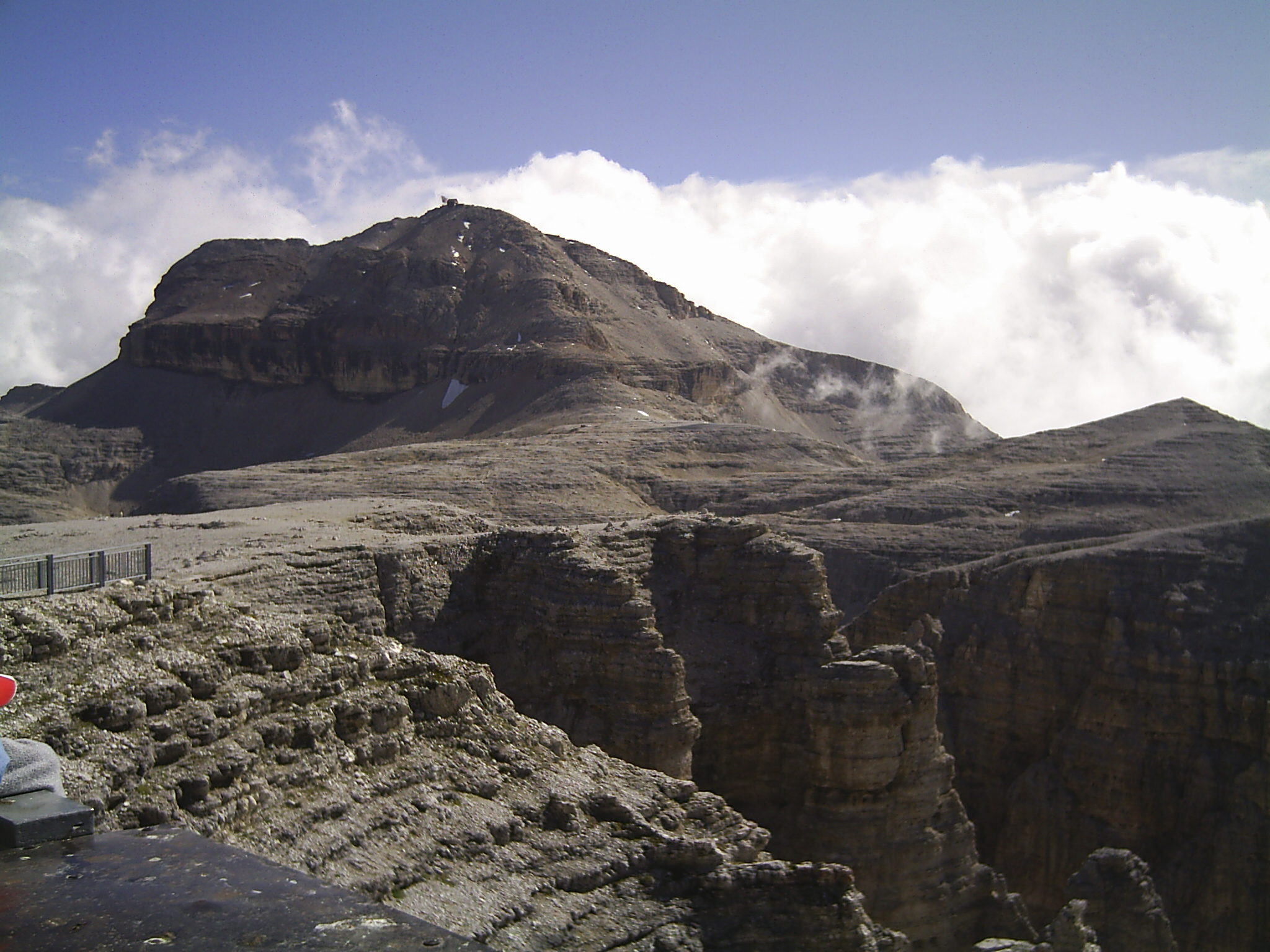
Найвища точка Піц Бое влітку
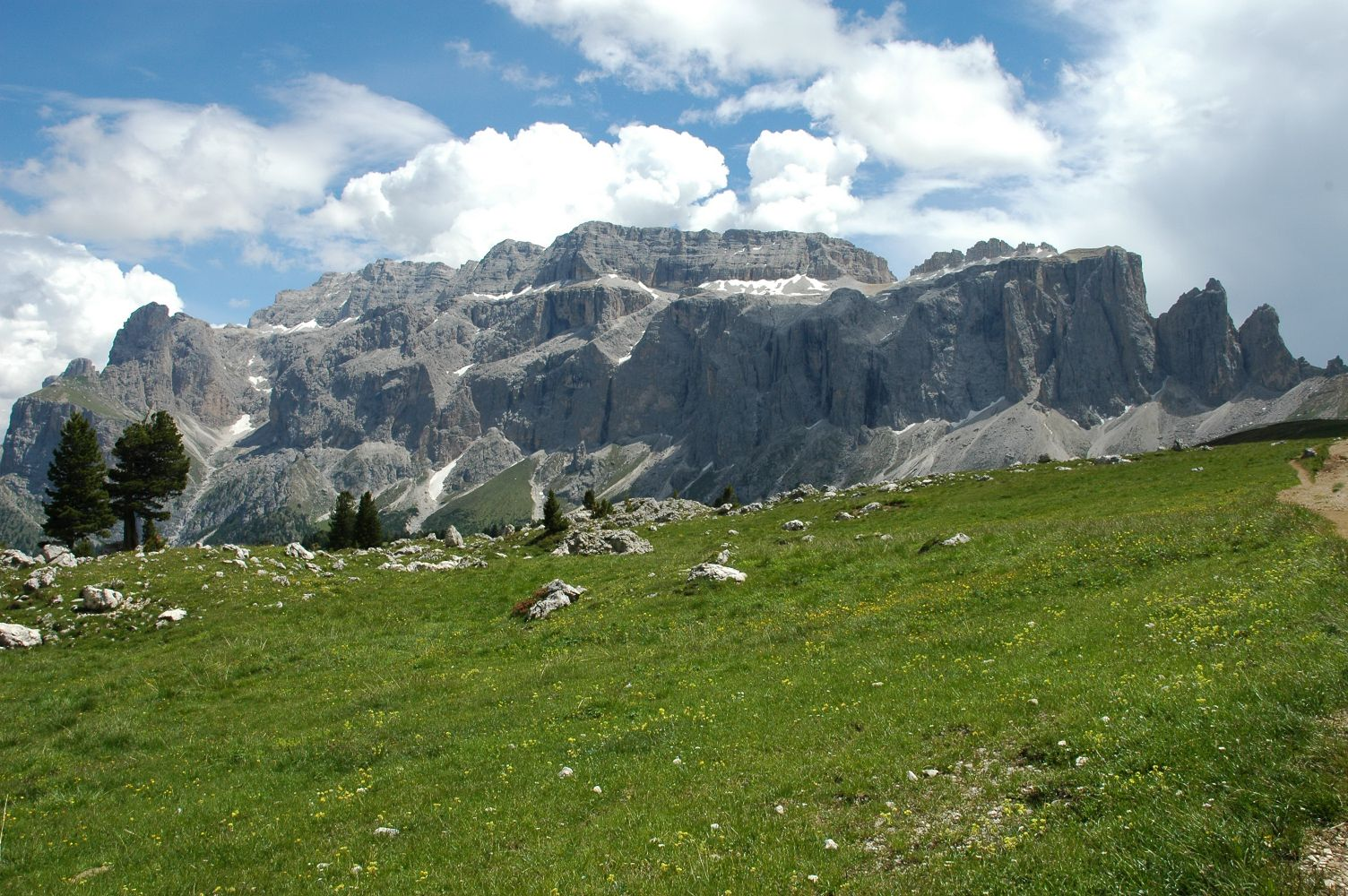
Вид на масив з долини Валь-Гардена
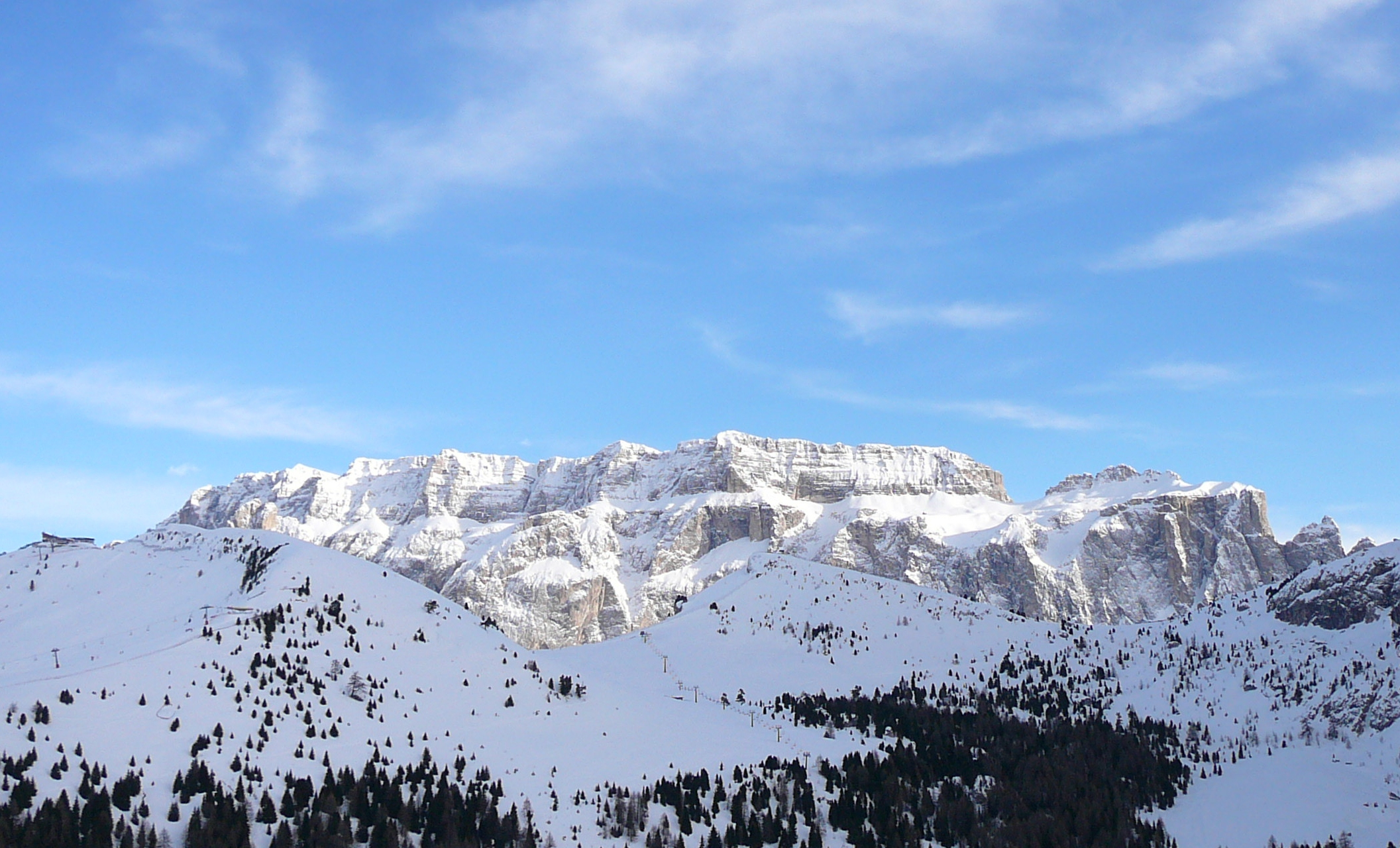
Масив взимку